# 明石號防護巡洋艦
明石号防护巡洋舰（日语：／ Akashi）是旧日本海軍的防护巡洋舰，为须磨级防护巡洋舰（日方正式名称）2号舰，先后参加了日俄战争和第一次世界大战。
本舰的舰名来源于播磨國明石郡。此为日本海军中第一艘以“明石”命名的军舰，日后该名由日本海军唯一一艘专门建造的修理船明石所继承。

## 设计和概述
1892年（明治25年）10月，时任海军大臣子爵仁礼景范将前任樺山資紀于1890年（明治23年）提出的海军12万吨计划重新拿了出来。新一轮动议希望在接下来的16年内让海军达到12万吨这个孜孜以求的目标，预定总花费5919万余日元；其中2700吨级的三等巡洋舰计划建造一艘，预定花费166万余日元。然而和之前一样，日本国力实在无法一下子拿出如此巨大的款项，因此经过阁议商讨，只同意了一部分的造舰目标，即铁甲舰两艘、三等巡洋舰一艘、通报舰一艘，并将这个裁减了的造舰计划以追加费用的方式提交给第4届帝国议会审议。为了解决经费不足的问题，铁甲舰所需费用将会分摊到从1893年开始的未来7年中去，而巡洋舰的费用则分摊到未来6年中去。
1893年（明治26年）1月10日，仁礼在众议院发表演说，先是基本上重申了一遍海军12万吨的重要性，然后提出这4艘缩减过的造舰计划。然而海军的追加费用申请提出得太晚，当期众议院预算会议从1892年12月中旬开始，至1月12日结束；10日海军提出追加申请时，众议院已经审批了1893年度总预算案，因此驳回了这份造舰预算申请。为此政府方面搬出宪法第67条，即在未经政府同意之下，议会无权删减预算。2月7日，众议院同意将预算争议上奏以供裁断，8日呈奏于天皇。10日，明治天皇表态，要求6年内从内廷费用中每年节省30万日元以供给海军之用，同时要求各级官员在此期间也捐出薪俸的十分之一用来作为造舰费用。既然天皇已经表态，众议院只好重开预算案审理，修正后开支减少了147万余日元，共计1880万余日元，军舰制造经费终于得到通过。贵族院随之通过了经修正的预算案。该修正案最终通过所建造的各舰为：铁甲舰富士、八島；巡洋舰明石；通报舰宫古。
日本方面新批准建造的这艘巡洋舰，是在前一艘防护巡洋舰須磨的设计基础上稍加改良而成。与须磨的建造过程相同，本舰同样是完全由日本设计人员设计、由日本工厂建造的舰艇。
本舰为全钢舰体，双层船底，带装甲甲板，水下部分划分为若干水密隔舱。比起同时代的巡洋舰来说装甲要更薄弱些，火力也比较弱。但其外形较小，设计也比较简单，建造难度相对较低；同时其速度不俗，足以胜任诸多军事行动的需求。本级首舰須磨在服役时就暴露了适航性的问题，因此2号舰在建造过程中相应进行了调整，包括加大舰舯干舷，平甲板设计，以及取消了作战桅盘拆除以降低重心。不过即使如此，本舰依旧没有彻底解决适航性不佳的问题，而这也是那个时代日本军舰的通病。动力部分为两座垂直三汽缸三段膨胀式蒸汽引擎；9座圆形燃煤锅炉则分别设置于两个锅炉舱室，由水密隔板隔开。
本舰主炮为两门阿姆斯特朗1892年式40倍径单装6英寸（150）速射炮，一前一后分别安装在艏艉楼上。主炮射程9100米，理论射速每分钟5.7发。副武器则是6门阿姆斯特朗1894年式40倍径单装4.7英寸（120）速射炮，分别安装在两侧的耳台上；射程9000米，理论射速每分钟12发。轻型武器包括12门哈奇开斯40倍径47毫米单装机关炮，射程6000米，每分钟20发；以及4门諾典飛爾德一吋砲（后于日俄战争前夕更换成马克沁机枪）。鱼雷武器方面，在新建成时，舰上装备有两具356（14.0英寸）单装魚雷發射管，均装设于甲板上。
本舰对关键部位装设有哈维尔渗碳装甲，用以保护轮机、弹药库等部位。装甲甲板水平部分为25毫米，倾斜部分为51毫米。

## 舰历

### 建成至早期
1894年8月6日，橫須賀海軍工廠开始动工兴建本舰。1895年5月27日，日本方面正式为本舰命名为“明石”。1897年11月8日本舰下水，1899年3月20日建成。不过同年10月，明石就进了横须贺海军工厂去维修舰上的一台引擎。
1898年（明治31年）3月21日，日本海军制定军舰及鱼雷艇等级，将3500吨以下的巡洋舰划分为三等巡洋舰。1900年6月22日，明石按照该分类标准划为三等巡洋舰。
1900年6-7月期间，为了应对中国的义和团运动，明石奉命在大沽一带进行活动。
1902年2月，明石再次部署到中国沿海地区。这期间舰上有3台锅炉出现问题，压力不足，导致航速最多只能达到14節（26每小時），只能重新返回日本进行修理。同年5月修理结束，明石立即重返南中国，6月份才返回。

### 日俄战争
1903-1904年间，日本和俄国之间为了争夺在朝鲜的权益而展开了激烈的竞争。12月下旬日本海军将常备舰队解散，重新编成为第一、二、三舰队，其中第一、第二舰队编组为联合舰队。明石编入第二舰队第四战队，战队司令为瓜生外吉海军少将。
1904年2月8-9日间，日本海军联合舰队主力对驻扎在旅顺港（俄方称亚瑟港）的俄国太平洋舰队发动攻击，日俄战争爆发。另一方面，瓜生的第4战队旗下各舰因为性能较落后，因此只是护送装载着陆军士兵的运输船。8日早上，瓜生部队与开战前就驻扎在仁川港一个多月、负责监视港内俄舰的日舰千代田会合。瓜生决定由装甲巡洋舰淺間进行引导，让陆军先行上岸；17：30第四战队进入仁川港内。9日11:40，港内俄军防护巡洋舰瓦良格号和炮舰高丽人号拔锚离港。12:20浅间开始对瓦良格号进行射击，双方开始交战；明石因为在队伍末尾，在战斗中采取了自由射击的方式，轮番对两艘俄舰进行攻击。交战中，一发俄国炮弹从明石的烟囱之间飞过，落在左舷约200米处；另有一发炮弹落在舰艉约400米开外。大约20分钟后，两艘俄舰不支被迫撤回港内，后自爆弃舰。瓜生率队继续围堵在港外，听到港内传来的爆炸声后，派遣明石入港抵近侦察，确认了俄国人弃舰自沉的行动。明石在本次战斗中没有受损记录。
仁川海战后日本海军各编制略有变动，其中明石改为加入第三舰队第六战队，归入东乡正路海军少将麾下。此后明石随第六战队多次执行护航、巡逻等任务，并参加了日军对旅顺港的封锁。5月15日联合舰队两艘战列舰初瀨、八島在旅顺港外先后触雷沉没。当天第六战队（明石、须磨、千代田、秋津洲）本来准备前往支援第二军的进攻，11:00以后接到电报，于是立即赶往现场，以防备俄国驱逐舰趁机偷袭。
同年6月23日05:40，日军负责监视港口的驱逐舰发现侦察防护巡洋舰诺维克号及一批舰艇从黄金山下出港。收到警报的日本舰艇立即从裏长山群岛泊地出航。其中10:30第六战队（明石、须磨、秋津洲、和泉）出发前往遇岩拦截。这次实际上是太平洋舰队旅顺分舰队的一次突围尝试，诺维克号、巴扬号、佩列斯韦特号、波尔塔瓦号、塞瓦斯托波尔号、帕拉达号、阿斯科利德号、狄安娜号等8艘主要舰艇率先抵达馒头山东南岸。11:00左右皇太子号、胜利号、列特维赞号也已经出港。面对倾巢出动的俄舰，日舰主力尚未抵达，此时在遇岩仅有少量舰艇。17:40第六战队各舰抵达遇岩，与提前一步到达遇岩的千代田会合，然后向着第一战队的方向退去，希望能将俄舰引诱过去。18:15日军主力赶到，20:00无心恋战的俄舰开始调头往北撤退。20:20联合舰队司令长官东乡平八郎海军中将下令让驱逐舰发动突击，其他各队撤往警戒地点。
同年7月25日，旅顺港内俄舰再次大举出动，巴扬号、狄安娜号、帕拉达号、诺维克号、阿斯科利德号，以及炮舰、驱逐舰、扫雷艇若干，出港向东前往鲜生角附近炮击日军陆军阵地。日军第五、第六战队立即驰援。18:32同队的千代田在小平岛西南偏南方向触雷负伤，只好由秋津洲护卫返回泊地。明石、须磨、和泉三舰则在帽岛以南进行监视，掩护千代田撤离。
随着日军在陆地上的推进，日军的陆军重炮已经可以对港内俄舰造成严重的威胁。8月10日俄舰被迫再次尝试突围，其时明石、须磨、秋津洲3舰正在遇岩方向巡逻，收到警报便于11:25向遇岩西面前进，与主力会合后，在第一战队东面展开。交战中俄军旗舰皇太子号司令塔受到日军大口径炮弹命中，司令威廉·维特捷夫特战死，俄舰陷入了混乱。第六战队保持在第一战队东南偏南方向，阻断俄舰的方向。乱战中阿斯科利德号突然脱离俄军队列高速脱离。战队司令东乡正路率领可用的3舰（明石、和泉、秋津洲）试图追击。当晚23:00第六战队开始往东南偏东的方向追踪，次日黎明发现阿斯科利德号在左前方位置。此时秋津洲引擎故障被迫脱队，只剩下明石、和泉两舰追击。不过最终日舰还是无功而返，阿斯科利德号凭借高速逃脱抵达上海。
同年12月10日20:10，明石在进行巡逻时在遇岩以南11海里处触雷，舰身剧烈震动。爆炸在右舷前部造成严重破损，使得前部粮舱注满了水，导致舰艏下沉，舰体右倾。当晚北风强劲，波高浪急，上甲板海水因为严寒而冻结成冰，对抢险作业造成很大困难。经过舰上官兵努力，明石逐渐从倾斜中恢复。嚴島、橋立两舰也赶了过来进行协助。12日明石返回泊地。
此后日本海军重新调整编制，明石回归瓜生指挥的第四战队，序列第三。这一改动最迟不迟于1905年5月27日。

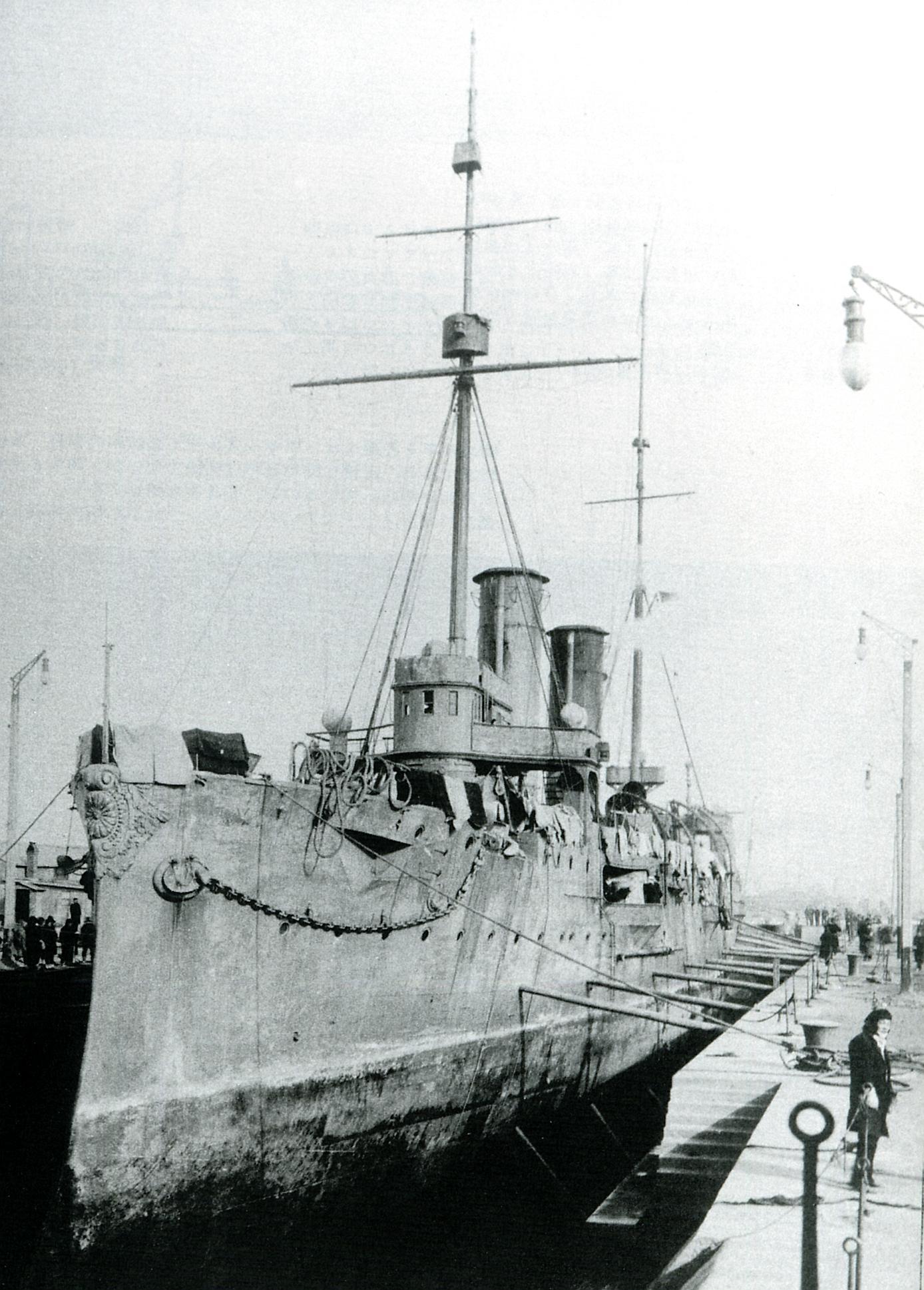
在干船坞中的明石号，摄于1905年

1905年5月27日，俄国第二太平洋舰队司令齐诺维·罗杰斯特文斯基海军中将率领舰队北上时，遭遇联合舰队主力拦截。当天早上，瓜生一收到发现俄舰的警报就立即率领第四战队（浪速、高千穗、明石、对马）从镇海湾出发，赶去与第一、第二战队会合。13:30第四战队发现俄国舰队前锋，遂与第一、第二战队分离，左转调头，准备与第三战队会合。14:20第四战队往东北方向移动时，与俄国舰队距离约8000米，遭受了俄舰的短暂炮击，14:25转为向南试图靠近俄舰。15:10明石接近到俄国巡洋舰约6000米处，进行短暂炮击，随后脱离接触准备回到第三战队内侧。此时一艘俄舰（推测为阿芙乐尔号）突然脱离队列，单独向日舰突击，一度靠近到4000-6000米距离，遭到日舰还击后退走。第四战队从东南转向东试图绕到俄舰后方进行包抄，15:10前后第四战队已经占据了俄国巡洋舰战列右侧的位置，此时右舷突然发现数艘俄国驱逐舰，日舰对其进行炮击，迫使俄国驱逐舰退回到战列线中去。俄国队列后方的辅助舰艇遭到第三、第四战队的持续打击，开始起火发生混乱，15:28俄国巡洋舰阿芙乐尔号、奥列格号等为了掩护己方弱舰而调头前来迎战，双方在4000米距离上进行对射。15：38第四战队右转向西，以右舷对俄国巡洋舰进行猛攻。此时高千穗因中弹舵机故障而向南退去进行维修，16:10浪速、明石、对马三舰再次向东折返，以左舷接战。16:30一艘双桅、双烟囱的辅助船（推测为罗斯号）脱队，孤悬在外，第四战队立即抵进到1800米处进行猛烈的攻击，对其造成严重的伤害。第四战队认为这艘敌舰已经不需要再多加理会，便转移目标，16:50航向东北，准备向4000-5000米开外的俄国巡洋舰及改装巡洋舰进行攻击。此时俄国战列舰战队突然从北边出现，与巡洋舰战队会合，从大约4000米处向日舰攻击。第四战队不敌，17:00被迫转向东退避，17:10改为东北方。稍后第四战队遇到了原属第三战队的音羽、新高，瓜生遂下令两舰跟随；高千穗在紧急修理完后也返回队列（此时序列变更为浪速、明石、对马、音羽、新高、高千穗）。18:30第四战队对已经遭受重创失去动力的修理船勘察加号进行攻击，随后对重创起火的苏沃洛夫公爵号进行了炮击。18:50前后各日舰陆续脱离战斗。当天的战斗中明石受到5发命中，炮弹击穿了舷侧，烟囱损坏，3人战死、7人受伤。
27日深夜各战队退往郁陵岛重新集结，第四战队（临时加上音羽、新高）在郁陵岛南稍偏西约60海里处修整。28日05:00第五战队报告发现东面远处有煤烟，各战队接报立即开始行动。而明石为了堵塞破洞，而停留在后方进行修理，没有参加到对俄国舰队残存主力舰的最后围攻。当天16:30第四战队发现西北稍偏西方向有不明舰船的煤烟，因此旗下四舰与第二驱逐队（胧、曙、电）一起驶过去进行侦察。17:50发现该舰实为落单的装甲巡洋舰迪米特里·顿斯柯伊号，日舰遂加速进行追击。另一边音羽、新高以及第四驱逐队的朝雾、白云也一路追踪至此，于是联合第四战队一同包抄，在郁陵岛南方20海里处，第四战队占据了迪米特里·顿斯柯伊号的右舷位置，而音羽、新高则出现在其左舷一侧。19:12音羽在8000米距离上首先开炮，其后新高以及第四战队也开火。迪米特里·顿斯柯伊号中弹起火，仍奋力还击。20:14日舰逼近到迪米特里·顿斯柯伊号约3000米距离时，一发炮弹命中浪速造成重创，迫使第四战队脱离接触。由于已经夜深，日本巡洋舰撤走，改由驱逐舰上前进攻。因为浪速需要修理，第四战队退向镇海湾。而受重创的迪米特里·顿斯柯伊号在岸边搁浅，舰上乘员弃舰上岸，29日06:46倾覆沉没。

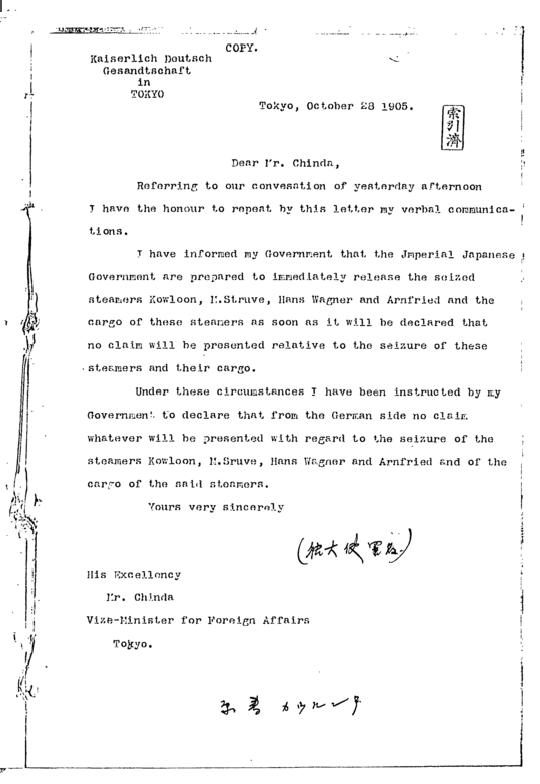
日本方面对装载有禁运品的德国船只的声明

同年6月14日，日本方面重新调整编组，第四战队四舰（浪速、高千穗、明石、对马）改划入第一舰队旗下。19日联合舰队下令，将第二舰队、第一舰队第四战队、第1、第10艇队转属竹敷要港部。其后第三、第四战队及各鱼雷艇队在对马附近两条水道进行警戒。7月4-29日，明石进入吴海军工厂进行整修。10月10日，明石在釜山附近、绝影岛以东13海里截获一艘挂着德国国旗、排水量1582吨的蒸汽船（“M. Struve”），上面装满了米、盐和面粉，正企图开往符拉迪沃斯托克（中文旧称海参崴）。日本方面遂押解这艘船前往佐世保。
同年10月，明石返抵横滨，参加10月23日举行的凯旋阅舰式。

### 后期至结局
1912年（大正元年）8月28日，日本海军修改了舰艇分类，取消原有的三等巡洋舰类别，将不足7000吨的巡洋舰全部划分为二等。明石因此划归二等巡洋舰之列。另外也在这一年，日本方面对明石进行了一次大修，将舰上的旧式圆形锅炉更换为9座尼克劳斯式锅炉。
1916年，第一次世界大战期间，明石以新加坡为基地，在婆罗洲到马六甲海峡一带的东印度洋进行巡逻，以搜寻德国袭击舰。
1917年4月13日，明石作为第二特务舰队的旗舰，由佐藤皋藏海军少将率领，驻扎在马耳他。同行的还有第10、第11驱逐队。同年6月1日，又得到了第15驱逐队的加强。明石等舰的主要任务是在地中海地区为协约国一方的运输船进行护航。也是在6月，装甲巡洋舰出雲抵达马耳他接过任务，明石则返回日本，直到战争结束再无大的行动。
1918年6月13日，日本方面编成以青岛为基地的第二遣外艦隊，明石也编列入其中。
1920年2-3月，驻尼古拉耶夫斯克（中文旧称庙街）的日本西伯利亚干涉军遭到布尔什维克游击队袭击，此即尼港事件。事件发生后，明石立即奉命赶往事发地进行支援。
1921年9月1日，日本海军将明石的舰艇类别变更为二等海防舰。
1928年4月1日，日本海军将明石从军舰中除籍。同年7月6日，列为废弃船，改称“第2号废弃舰（日語：廃艦第2号）”。
1930年8月3日，第2号废弃舰（原明石）在伊豆大島作为俯冲轰炸机的实弹靶舰，受到攻击后沉没。舰上的主桅则保留了下来，如今存放在江田島市海上自衛隊的一所学校里。

## 历任舰长
下表系根据《日本海軍史》第9、10卷《将官履歴》，以及《官報》进行整理。
- （暂代）中村静嘉 海军中佐：1899年6月17日 - 1899年9月29日
- 中村静嘉 海军大佐：1899年9月29日 - 1900年5月23日
- （暂代）太田盛实 海军中佐：1900年5月23日 - 1900年9月25日
- 太田盛实 海军大佐：1900年9月25日 - 1901年2月18日
- 上原伸次郎 海军大佐：1901年4月1日 - 1902年3月22日
- 佐伯誾 海军中佐：1902年4月22日 - 1902年10月25日
- 宮地貞辰 海军中佐：1902年12月25日 - 1904年12月23日
- 宇敷甲子郎 海军大佐：不詳 - 1905年12月12日
- 外波内蔵吉 海军大佐：1905年12月29日 - 1906年10月12日
- 橋本又吉郎 海军大佐：1906年10月12日 - 1907年12月27日
- 田中盛秀 海军大佐：1907年12月27日 - 1908年9月1日
- 鈴木貫太郎 海军大佐：1908年9月1日 - 1909年10月1日
- 真田鶴松 海军中佐：1909年10月1日 - 1911年4月1日
- 奥田貞吉 海军中佐：1911年4月1日 - 1911年5月9日
- （兼）花房祐四郎 海军大佐：1911年5月9日 - 1911年5月22日
- 大島正毅 海军大佐：1911年5月22日 - 1911年12月1日
- 小山田仲之丞 海军大佐：1911年12月1日 - 1912年11月13日
- 斋藤半六 海军大佐：1912年11月13日 - 1913年12月1日
- 笠島新太郎 海军中佐：1913年12月1日 - 1914年1月24日
- 田代愛次郎 海军大佐：1914年1月24日 -
- 田口久盛 海军中佐：1914年12月1日 - 1915年9月25日
- 筑土次郎 海军中佐：1915年9月25日 - 1916年12月1日
- 三宅大太郎 海军中佐：1916年12月1日 - 1917年12月1日[54]
- 平岩元雄 海军大佐：1917年12月1日 - 1919年2月6日
- 福村篤男 海军大佐：1919年2月6日[55]- 1919年11月20日[56]
- 福与平三郎 海军大佐：1919年12月1日 - 1920年3月15日
- 天野六郎 海军大佐：1920年3月15日[57]- 1922年5月1日[58]
- 田冈胜太郎 海军大佐：1922年5月1日 - 1922年11月20日
- （暂代）岩崎猛 海军中佐：1922年11月20日[59]- 1922年12月1日
- 岩崎猛 海军大佐：1922年12月1日[60]- 1923年2月15日[61]
- 本宿直次郎 海军大佐：1923年2月15日 - 1923年10月1日
- （暂代）菊井信義 海军中佐：1923年10月1日 - 1923年12月1日
- 菊井信義 海军大佐：1923年12月1日 - 1924年12月1日
- （兼）福島貫三 海军大佐：1924年12月1日[62]- 1925年1月15日[63]

## 同级舰
- 須磨號防護巡洋艦